# Катастрофа Ан-24 в Амурській області
Авіакатастрофа Ан-24 в Амурській області — у Росії 24 липня 2025 року, неподалік міста Тинда розбився пасажирський літак, російської авіакомпанії «Ангара» Ан-24.
На борту було 49 осіб (6 членів екіпажа, та 43 пасажира). За За попередніми даними, усі загинули.

## Перебіг подій
Літак авіакомпанії Angara Airlines виконував рейс 2G-2311,  за маршрутом Хабаровськ — Благовєщенськ — Тинда. За даними прокуратури, він зник з радарів, коли заходив на друге коло перед посадкою.
Охоплені вогнем уламки літака виявив вертоліт Росавіації в лісі. Місце катастрофи — важкодоступна гірська лісова місцевість, тому рятувальникам знадобилося кілька годин, щоб дістатись туди — вертоліт не зміг сісти через густі дерева.
Уламки літака знайшли за 16 кілометрів від Тинди. В МНС уточнили, що рятувальний вертоліт, який брав участь у пошуках Ан-24РВ, виявив палаючий фюзеляж літака.
Розбитому в Амурський области Ан-24 було 49 років. За відомостями порталу Russiaplanes, Ан-24 з бортовим номером RA-47315 виготовив у січні 1976 року Київський авіаційний завод. До 1993 року літак використовував «Аерофлот».
За відомостями SHOT, літак використовувався у різних російських авіакомпаніях, у таких як «Іжавіа» та «Нижньогородських авіалініях», а також у перевізника з Камбоджі. До авіакомпанії «Ангари» літак потрапив 2021 року.
Як одна з версій катастрофи, за даними оперативних служб, розглядається помилка екіпажу під час заходу на посадку в умовах поганої видимості.
Розбитий Ан-24 потрапляв у чотири авіаінциденти з 2018 року, повідомила Росавіація. З 2022 року на цьому літаку не менше двох разів виникали технічні несправності, згідно з аналізом «Агентства». У травні 2022 року в польоті у літака відмовив генератор, а в березні цього року під час рейсу з Іркутська до Кіренська екіпаж запросив повернення на місце стоянки через проблеми з радіозв'язком.